# Madison de Rozario
Madison de Rozario, née le 24 novembre 1993 à Perth (Australie), est une athlète handisport australienne, spécialiste du demi-fond dans la catégorie T53 pour les athlètes en fauteuil roulant.

## Enfance
Sa mère est australienne tandis que son père est originaire de Singapour. Danseuse, elle attrape la grippe à l'âge de quatre ans et, durant se convalescence, contracte une maladie auto-immune, la myélite transverse qui attaque la substance grise de sa moelle épinière et la rend paraplégique.
Elle commence le sport en fauteuil à l'âge de douze ans mais déteste ça. Après ses débuts en athlétisme handisport, elle met seulement deux ans à atteindre le haut niveau.

## Carrière
À 14 ans, elle participe à ses premiers Jeux paralympiques en 2008 à Pékin où elle remporte sa première médaillée paralympique, l'argent sur le 4 × 100 m T53/54. Là, elle est la plus jeune membre de la délégation australienne. Aux Jeux paralympiques de Londres, elle ne remporte aucune médaille. L'année suivante, aux Championnats du monde handisport 2013 à Lyon, elle gagne la médaille de bronze sur le 800 m T53.
Elle se qualifie pour les Jeux du Commonwealth de 2014 à Glasgow mais doit annuler sa participation après avoir contracté une thrombose veineuse profonde lors du vol vers l'Écosse.
En 2015, aux Championnats du monde de Doha (Qatar), Madison de Rozario remporte le 800 m T54 en 1 min 53 s 86, sa première médaille d'or dans une compétition internationale. Elle est également médaillée de bronze sur le 1 500 m T54 en 3 min 42 s 03.
Aux Jeux paralympiques de 2016, elle fait partie du relais 4 × 400 m T53/54 qui termine 3e de la finale mais qui est disqualifié parce qu'une des coureuse est sortie de son couloir. Après une requête du Comité paralympique australien, l'Australie est réintégré et l'équipe des États-Unis (initialement arrivé secondes) est disqualifiée. Le relais australien obtient finalement la médaille d'argent. Deux jours plus tard, elle remporte le même métal en individuel sur le 800 m T53.
En moins de 24 heures, de Rozario remporte l'or sur le 5 000 m T54 en 12 min 33 s 48 et l'argent sous la pluie sur le 800 m lors des Championnats du monde d'athlétisme handisport 2017 à Londres.
Elle remporte son premier marathon de Londres le 22 avril 2018 dans la catégorie T53/54 en 1 h 42 min 58 s devant les Américaines Tatyana McFadden et Susannah Scaroni, cinq ans après son dernier marathon londonien. Elle est la première Australienne a remporté le titre. Une semaine avant, elle remporte également le marathon T54 des Jeux du Commonwealth à Gold Coast (Australie) en 1 h 44 min 00 s ainsi que l'or sur le 1 500 m T54. Un an plus tard, elle termine 3e du marathon de Londres 2019.
En 2019, elle s'entraîne au Australian Institute of Sport sous l'égide de Louise Sauvage, onze fois championne paralympique d'athlétisme. Cette année-là, Madison de Rozario remporte l'or sur le 800 m T53 ainsi que l'argent sur le 1 500 m T53 aux Mondiaux à Dubaï.
Elle fait des études de marketing à l'Université Griffith.

## Records
| Distance       | Temps         | Lieu     | Date            |
| -------------- | ------------- | -------- | --------------- |
| 800 m T53      | 1 min 45 s 53 | Canberra | 21 janvier 2019 |
| 1 500 m T53/54 | 3 min 13 s 27 | Nottwil  | 26 mai 2018     |